# Université de Calcutta
L'université de Calcutta (en bengali : কলিকাতা বিশ্ববিদ্যালয়, en hindi : कोलकाता विश्वविद्यालय) est une université située à Calcutta dans le Bengale-Occidental en Inde. Fondée en 1857 elle fut la première université de type occidental officiellement créée en Inde britannique, et regroupe au début du XXIe siècle un grand nombre de 'colleges' disséminés dans la ville et à l'extérieur.

## Historique
L’établissement est fondé en 1857 sur la 'College Street' de Calcutta où se trouvent déjà deux institutions supérieures, le 'Sanskrit College' (ouvert en 1827) et le 'Hindu College' (1837); Charles Canning est alors le Gouverneur général des Indes.
L'acte de création devient effectif le 24 janvier 1857 et un conseil de 41 membres est formé comme organe décisionnel de l'université. 
À l'époque de sa création sa zone de chalandise s'étend de Lahore à Rangoon et au Sri Lanka, soit la plus étendue de toutes les universités indiennes.
Le premier chancelier est Charles Canning et le premier vice-chancelier James William Colvile est le juge en chef de la Cour suprême.
En 1858, Joddu Nath Bose et Bankim Chandra Chattopadhyay sont les deux premiers diplômés de l'université.
En 1882, l'université diplôme les premières étudiantes lauréates du pays Kadambini Ganguly et Chandramukhi Basu.
En 1890, Gooroodas Banerjee est le premier vice-chancelier indien de l'Université de Calcutta.
Ashutosh Mukherjee sera le vice-Chancelier cinq mandats de deux ans  de 1906 à 1914 puis de 1921 à 1923.
Trois lauréat du Prix Nobel sont associés avec l'université: Rabindranath Tagore, Chandrashekhara Venkata Râman et Amartya Sen.

## Composition
L'université de Calcutta est composée de huit facultés :
- Faculté d'agriculture[5]

- Faculté des arts[5]

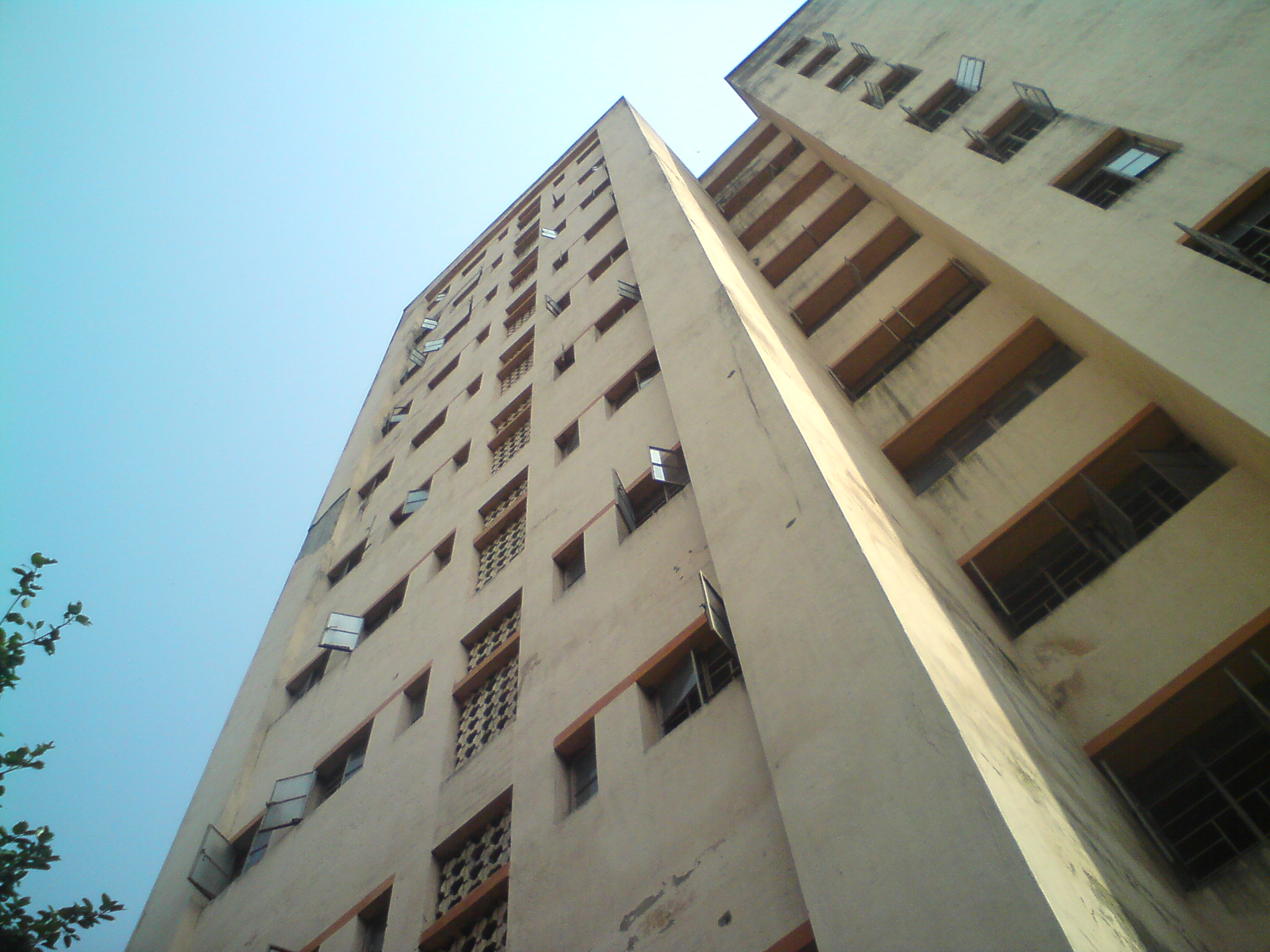
Le Campus Alipore.

- Faculté des beaux-arts, de Musique et de Sciences domestiques[5]
- Faculté de commerce, des affaires sociales et de gestion[5]
- Faculté de droit[5]
- Faculté d'ingénierie et de technologie
- Faculté des sciences
- Faculté des sciences de l'éducation, de journalisme et des bibliothèques

## Personnalités liées à l'université

### Professeurs
- Saraswati Raju, géographe en sciences sociales

### Étudiants
- Badal Sarkar
- Kuntala Lahiri-Dutt
- Snehansu Kanta Acharya